# Iglesia de San Martín (Callosa de Segura)
La iglesia arciprestal de San Martín de Tours de Callosa de Segura (Provincia de Alicante, España) fue construida en el siglo XVI. Es un ejemplo Renacentista de Iglesia-Salón columnaria de tres naves de igual altura con bóvedas vaidas elevadas sobre grandes columnas de porte clásico que responden a un modelo ajeno por completo al mundo valenciano, asegurándola como el ejemplo más limpio y pulcro de iglesia columnaria. 
La fachada principal pertenece al gótico tardío adornada con arquivoltas y angrelacos donde se lee la inscripción: "Esta es la Casa de Dios y Puerta del Cielo". Empezó su construcción, contra lo habitual por la fachada, para incluir los escudos de Carlos V y Callosa y dejar así constancia del deseo de la villa de segregarse de la de Orihuela.
En el siglo XVIII una reforma dotó al interior de una enorme cúpula central y decoración Rococó. 
El Campanario es del siglo XVII y alberga cinco campanas, cuyos toques anuncian acontecimientos al pueblo. Sus nombres son, de mayor a menor: la Martina, la Purísima, San José, Sagrado Corazón y Santa María (que en 2009 han sido restauradas). 
La Sacristía y la capilla de la Comunión son del siglo XVIII de estilo Neoclásico. 
En su interior se conservan importantes obras de orfebrería de Miguel de Vera siglo XVI como la imagen-relicario de San Martín, nudo de la Cruz Arciprestal y Custodia Procesional (casi lo único que se pudo rescatar del saqueo acaecido durante la guerra civil), así como esculturas pasionarias y gloriosas, lienzos y retablos contemporáneos de Rabasa, Noguera, etc. 